# Distretto di San Pedro de Huancayre
Il distretto di San Pedro de Huancayre è uno dei trentadue distretti della provincia di Huarochirí, in Perù. Si trova nella regione di Lima e si estende su una superficie di 41,75 chilometri quadrati.
Istituito il 15 maggio 1962, ha per capitale la città di San Pedro.